# ماونت ویلینگ (آلاباما)
ماونت ویلینگ (به انگلیسی: Mount Willing) یک منطقهٔ مسکونی در ایالات متحده آمریکا است که در آلاباما واقع شده‌است. ماونت ویلینگ ۹۲٫۰۵ متر بالاتر از سطح دریا واقع شده‌است.